# Брайловський Олександр
Брайловський Олександр (16 лютого 1896, Київ — 26 травня 1976, Нью-Йорк) — український піаніст, який спеціалізувався на творах Фредеріка Шопена. Вершини слави досяг у період між двома світовими війнами.

## Біографія
Брайловський народився в Києві у єврейській родині (деякі джерела, однак, вважають його поляком). У 1907 р. почав вчитися музики. Батько, власник невеликої нотної лавки на Подолі, дав хлопчику перші уроки гри на роялі, незабаром відчув, що син і справді надзвичайно талановитий, і в 1911 році повіз його до Відня, до знаменитого Лешетицького. Хлопець провчився у нього три роки, а коли вибухнула світова війна, сім'я перебралася до нейтральної Швейцарії; пізніше у 1926 р. Брайловський прийме французьке громадянство. Новим вчителем став Ферруччо Бузоні, який завершив «шліфовку» його таланту.
У 1919 р. Брайловський дебютував в Парижі і викликав таку сенсацію своєю віртуозністю, що контракти буквально посипалися з усіх боків. Одне із запрошень було, втім, незвичайним: воно прийшло від пристрасної шанувальниці музики і скрипаля-любителя королеви Бельгії Єлизавети, з якою він з тих пір часто музичив.
Його перші записи були зроблені в Берліні з 1928 по 1934 рр. (78 пластинок). У 1938 р. він записувався в Лондоні для HMV. Пізніші платівки були записані у RCA Victor, а найостанніші — в 1960-тих роках — у CBS. Окрім улюбленого Шопена, Брайловський включав до свого репертуару також Рахманінова, Сен-Санса, Ліста, Дебюссі та інших.
Усього кілька років знадобилося артисту, щоб здобути світову славу. У 1924 р. в Парижі Брайловський грав перший в історії концерт виключно з творів Шопена, використовуючи для частини сольних виступів фортепіано, що належало композиторові. Надалі він поїхав з концертами по всьому світу, відвідавши Нью-Йорк у 1938 р., потім Париж, Брюссель, Цюрих, Мехіко, Буенос-Айрес та Монтевідео. Він став першим європейським піаністом, який «відкрив» Південну Америку — так багато там ніхто до нього не грав. Одного разу тільки в Буенос-Айресі він за два місяці дав 17 концертів! У багатьох провінційних містах Аргентини та Бразилії вводилися спеціальні потяги, що доправляли охочих послухати Брайловського на концерт і назад.
У 1960 р. він вирішив повторити концерти в Брюсселі й Парижі.
Тріумфи Брайловського асоціювалися, передусім, з іменами Шопена і Ліста. Любов до них прищепив йому ще Лешетицький, і він проніс її крізь все життя.
У 1961 році, коли убілений сивиною артист вперше гастролював в СРСР, москвичі та ленінградці змогли переконатися в справедливості цих слів і спробувати розгадати «загадку Брайловського». Артист з'явився перед ними у відмінній професійній формі і в своєму коронному репертуарі: він грав Чакону Баха — Бузоні, сонати Скарлатті, «Пісні без слів» Мендельсона, Третю симфонію Прокоф'єва, Сонату сі мінор Ліста і, звичайно, багато творів Шопена, а з оркестром — концерти Моцарта (ля мажор), Шопена (мі мінор) і Рахманінова (до мінор). Публіка гідно оцінила величезну професійну майстерність артиста, «міцність» його гри, властиві їй блиск і чарівливість, безперечну щирість. Усе це зробило зустріч із Брайловським пам'ятною подією в музичному житті країни.
Згодом він майже припинив виступати перед публікою і записуватися на платівки. Його останні записи — Перший концерт Шопена і «Танець смерті» Листа, — зроблені на початку 60-х років, підтверджують, що властивих йому якостей піаніст не втратив до кінця своєї професійної кар'єри.
Олександр Брайловський помер у Нью-Йорку у віці 80 років від пневмонії.